# Tanita rosea
Tanita rosea är en insektsart som först beskrevs av Bolívar, I. 1908.  Tanita rosea ingår i släktet Tanita och familjen Pyrgomorphidae. Inga underarter finns listade i Catalogue of Life.